# Narač (fiume)
Il Narač (in bielorusso: Нарач,  Narač [ˈnaratʂ]; in russo Нарочь?, Naroč’; in lituano: Narutis) è un fiume della Bielorussia lungo circa 75 km. 
Nasce nella Bielorussia nord-occidentale, emissario del lago Narač (Distretto di Mjadzel, Regione di Minsk), è affluente di destra del Neris (in bielorusso: Vấl’lâ) dove confluisce 1,2 km a sud-ovest del villaggio di Krasnica, nel Distretto di Vilejka.